# 45 Геркулеса
45 Геркулеса (лат. 45 Herculis), l Геркулеса (лат. l Herculis), V776 Геркулеса (лат. V776 Herculis), HD 151525 — тройная звезда в созвездии Геркулеса на расстоянии приблизительно 398 световых лет (около 122 парсек) от Солнца. Возраст звезды определён как около 501 млн лет.

## Характеристики
Первый компонент (WDS J16478+0515A) — бело-голубая вращающаяся переменная звезда типа Альфы² Гончих Псов (ACV) спектрального класса B9EuCr, или B9p, или B9,5VpCrEu, или A1VpSi, или A0IV, или A0p, или A0. Видимая звёздная величина звезды — от +5,27m до +5,21m. Масса — около 2,8 солнечной, радиус — около 4,176 солнечного, светимость — около 102,329 солнечной. Эффективная температура — около 9332 K.
Второй компонент — коричневый карлик. Масса — около 23,19 юпитерианской. Удалён в среднем на 2,27 а.е..
Третий компонент (WDS J16478+0515B). Видимая звёздная величина звезды — +11,15m. Удалён на 123,3 угловой секунды.